# Ardisia retroflexa
Ardisia retroflexa E.Walker – gatunek roślin z rodziny pierwiosnkowatych (Primulaceae). Występuje naturalnie w Wietnamie oraz na chińskiej wyspie Hajnan. 

## Morfologia
PokrójZimozielony krzew dorastający do 1–2 m wysokości, tworzący rozłogi.
LiścieBlaszka liściowa ma eliptyczny lub lancetowaty kształt. Mierzy 8–15 cm długości oraz 2–4 cm szerokości, jest całobrzega, ma klinową nasadę i ostry lub spiczasty wierzchołek. Ogonek liściowy jest nagi i ma 4–12 mm długości.
KwiatyZebrane w wierzchotkach wyrastających z kątów pędów. Mają działki kielicha o owalnym kształcie i dorastające do 1 mm długości. Płatki są owalne i mają białą barwę oraz 4 mm długości.
OwocPestkowce mierzące 5 mm średnicy, o kulistym kształcie i czerwonej barwie.

## Biologia i ekologia
Rośnie w lasach oraz na terenach bagnistych. 